# Мир пива SAB
Мир пива SAB (англ. SAB World of Beer) —  музей в Йоханнесбурге, посвященный пивоварению. Принадлежит пивоваренной компании South African Breweries (SAB): местному подразделению второго по объемам производителя пива в мире корпорации «SABMiller».

## История
Торжественное открытие музейного комплекса состоялось 15 мая 1995 при участии президента ЮАР Нельсона Манделы и было приурочено к столетию компании South African Breweries.
В 2009 году победил в конкурсе Welcome Awards, проводимой южно-африканским туристическим агентством, в номинации Лучший туристический объект.

## Экспозиция
Экспозиция музея посвящена общей истории пива, истории пивоварения непосредственно в Южной Африке и становлению компании SAB, а также технологическим особенностям производства этого напитка. Демонстрируется путь, пройденный пивоварением от древней Месопотамии и Египта через европейские пивоваренные традиции до современных производственных в ЮАР.
В завершение стандартного тура музея, который длится полтора часа, каждый посетитель имеет возможность попробовать пиво производства SAB, стоимость двух бокалов включается в цену входного билета.
На территории музейного комплекса также расположены помещения для проведения конференций и семинаров.